# ロマンス第2番 (ベートーヴェン)
ヴァイオリンと管弦楽のためのロマンス 第2番 ヘ長調 作品50（ヴァイオリンとかんげんがくのためのロマンス だい2ばん ヘちょうちょう さくひん50、ドイツ語：Romanze für Violine und Orchester Nr. 2 F-Dur, Op. 50）は、ルートヴィヒ・ヴァン・ベートーヴェンが1798年に作曲したヴァイオリンと管弦楽のための楽曲。

## 概要
第1番ト長調より先に作られたが、作品番号は後である。ト長調のものとは管弦楽の規模が小さい点において同じであるが、ト長調のものが和音進行を基調にしているのに対し、これは旋律的である。abaca-コーダの小ロンド形式で書かれ、その旋律の美しさによってよく取り上げられ、編曲もされる。

## 楽器編成
独奏ヴァイオリン、フルート1、オーボエ2、ファゴット2、ホルン（F管）2、弦五部

## 楽曲構成
ヘ長調、Adagio cantabile、2分の2拍子。
冒頭主題はF-A-G-B-G-F-Eの付点リズムと装飾音のついた甘美なもの。ヴァイオリンがE弦の高音域で単旋律を奏でる。ロンド形式のヘ短調部分も優美そのものである。